# Buick GSX
Le nom GSX est apparu sur une version spéciale du modèle Buick GS 455 en 1970,. Cette option incluait une peinture 2 tons spéciale, des déflecteurs d'air avant et arrière ainsi qu'un compte-tours monté sur le capot. En 1971, l'option était disponible sur tous les modèles GS.
En 1974, il y a une version GSX du petit modèle Buick Apollo.

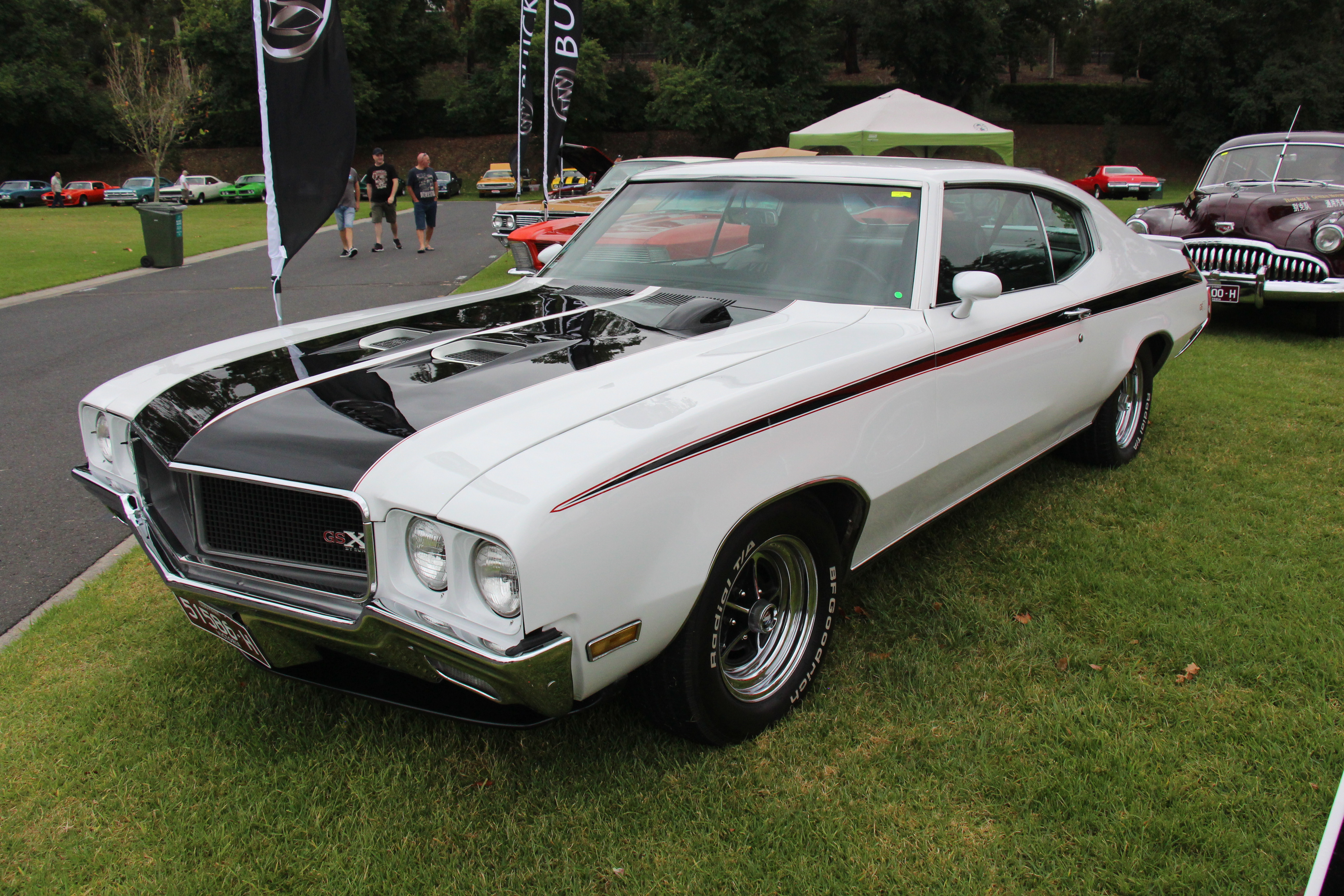